# Ćurilac
Ćurilac (en serbe cyrillique : Ћурилац) est un village du centre du Monténégro, dans la municipalité de Danilovgrad.

## Démographie

### Évolution historique de la population
| 1948 | 1953 | 1961 | 1971 | 1981 | 1991 | 2003 |
| ---- | ---- | ---- | ---- | ---- | ---- | ---- |
| 414  | 261  | 525  | 401  | 571  | 642  | 489  |